# 프로텍션 스타디움
프로텍션 스타디움(Protective Stadium)는 미국 앨라배마주 버밍햄에 위치한 다목적 경기장이다. 현재 UFL 버밍햄 스탈리언스의 홈 경기장으로 사용하고 있다.